# Sandra Zwolleová
Sandra Kornelia Zwolleová (* 15. března 1971 Heerenveen, Frísko) je bývalá nizozemská rychlobruslařka.
Na juniorském světovém šampionátu poprvé startovala v roce 1988 (6. místo), o rok později získala bronzovou medaili. Do závodů Světového poháru poprvé nastoupila v roce 1989, roku 1991 jedinkrát závodila na Mistrovství Evropy (17. místo). V ročníku 1991/1992 startovala pouze na domácích závodech, sezónu 1992/1993 vynechala. K mezinárodním startům se vrátila na začátku roku 1994, tehdy také debutovala na Mistrovství světa ve sprintu (20. místo). Výraznějších úspěchů dosáhla v roce 1996, kdy na premiérovém Mistrovství světa na jednotlivých tratích vybojovala bronz v závodě na 1500 m a čtvrtou příčku na kilometru, kromě toho startovala na trati 500 m (20. místo). V ročníku 1995/1996 Světového poháru se v celkovém pořadí umístila na pátém (1000 m) a šestém (1500 m) místě. Na světovém šampionátu na jednotlivých tratích 1997 získala na distanci 1000 m stříbrnou medaili, o rok později byla třináctá. Startovala na Zimních olympijských hrách 1998 (500 m – 17. místo, 1000 m – 15. místo). Po sezóně 1998/1999 ukončila sportovní kariéru. Z nizozemských šampionátů z let 1991–1998 má celkem 13 medailí.